# Calumma tarzan
Calumma tarzan — представник роду Calumma з родини Хамелеонів. Був відкритий вченими і вперше описаний в 2010 році. Названий він був на честь села Тарзанвіль, яке розташоване не далеко від місця проживання цього хамелеона, а також на честь відомого Тарзана, персонажа роману Едгара Райса Берроуза. «Ми називаємо цей вид на честь літературного персонажа Тарзана в надії, що завдяки цьому відомому імені, громадськість зверне увагу на дійсно зникаючий вид і на територію її проживання».

## Опис
Загальна довжина 11—15 см, при цьому хвіст становить половину. Голова витягнута, стиснута з боків. Морда має лопатоподібний вигляд. На відміну від інших представників свого роду практично відсутній гребінь, голова пласка. Це більш за все помітно у самців. тулуб циліндричний, черево дуже сильно виражене. Хвіст тонкий та чіпкий. Кінцівки гарно розвинені. Забарвлення зелене. У самців на голові та з боків є світло—коричневі смуги. При знервованому стані з'являються жовті смуги, а сам хамелеон може ставати зовсім жовтим.

## Спосіб життя
Полюбляє тропічні ліси. Зустрічається у горах на висоті до 900 м над рівнем моря. Харчується комахами. 
Це яйцекладна ящірка. Самиця відкладає до 5 яєць.